# Melendi

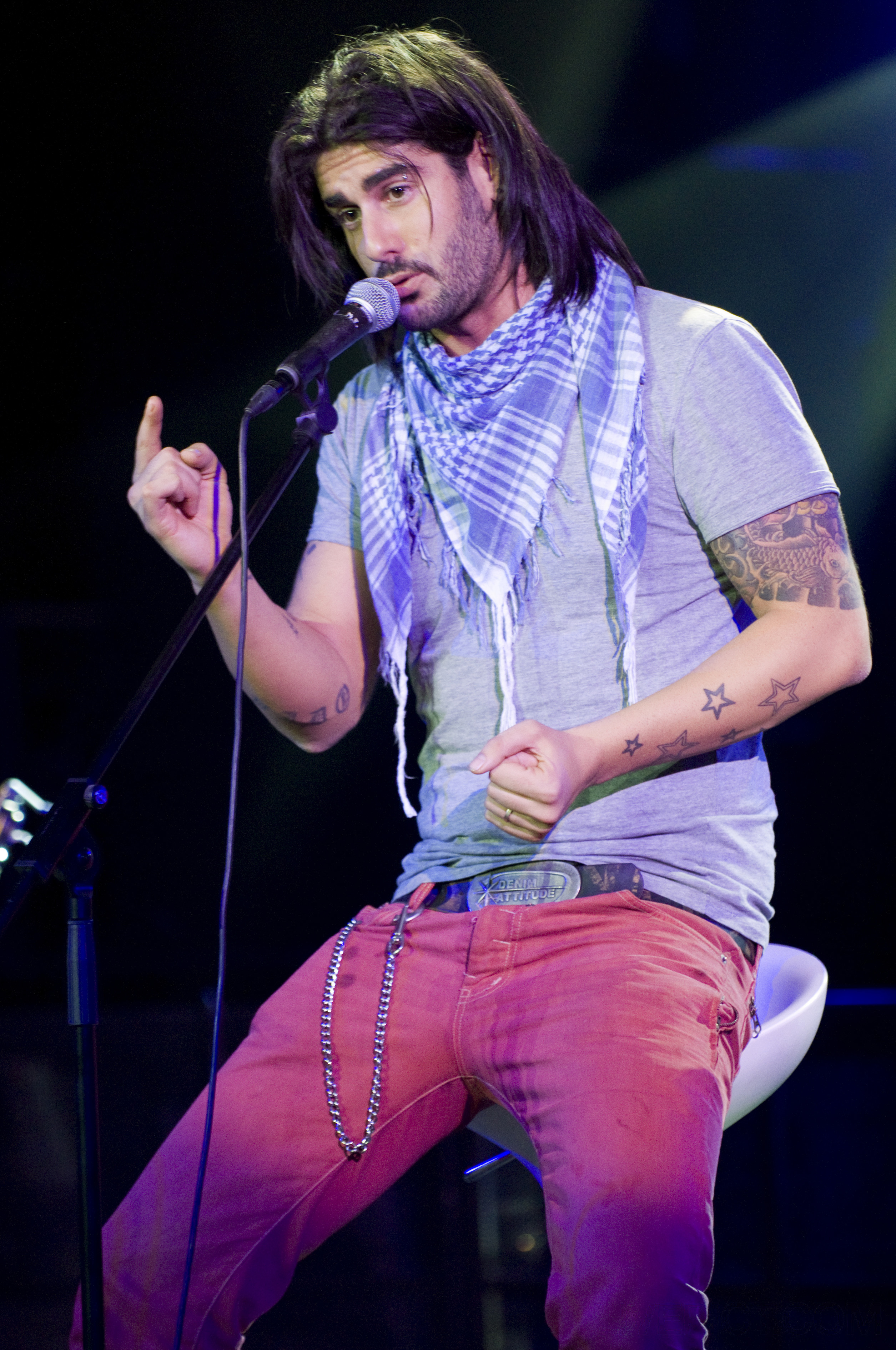
Melendi (2008)

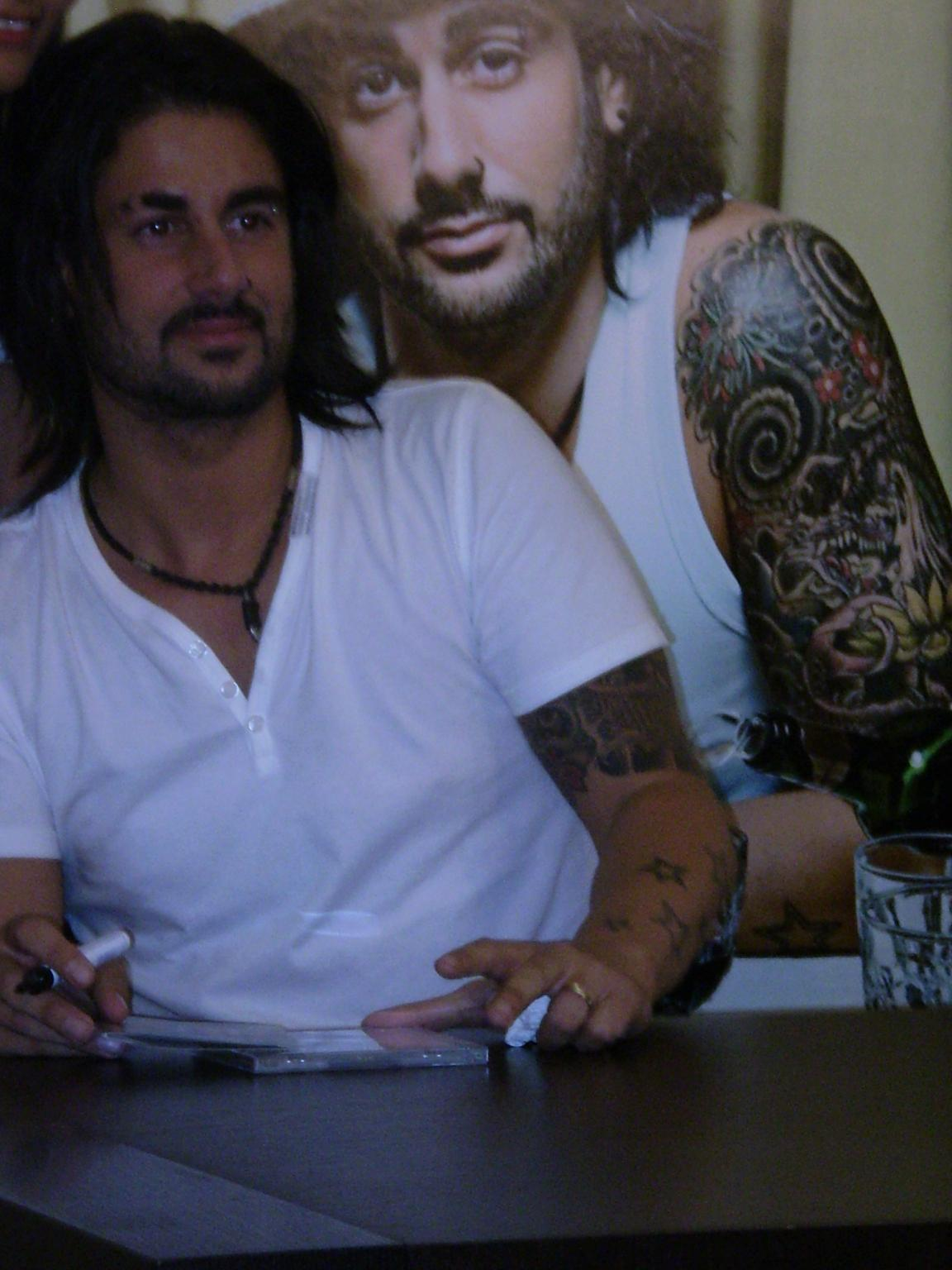
Melendi in Madrid

Melendi (* 21. Januar 1979 in Oviedo; Asturien, eigentlich Ramón Melendi Espina) ist ein spanischer Sänger. Seine Musik beinhaltet Einflüsse aus Rock, Pop und Rumba.

## Biografie
Melendi, der mit vollem Namen Ramón Melendi Espina heißt, wurde am 21. Januar 1979 in Oviedo, Asturien geboren. Er ging in dieselbe Klasse wie Formel-1-Pilot Fernando Alonso, dem er einige seiner Songs gewidmet hat. Er hat schnell gemerkt, dass ein Studium nichts für ihn ist. Stattdessen gefiel ihm der Fußball und er spielte in der Jugend von Real Oviedo. Später arbeitete er in zahlreichen Bars als Kellner.
Im Februar 2003 erschien Melendis erstes Soloalbum, "Sin noticias de Holanda", welches zwölf Songs enthielt. Im November 2003 erstellte er eine neue Version seines Debüt-Albums mit zwei neuen Songs. Bei der Spanienrundfahrt 2004 wurde Melendis Lied "Con la luna llena" zum Themensong ernannt. Im Mai desselben Jahres startete er mit einer kleinen Spanientour. 2004 konnte er 50.000 Alben verkaufen.
Schon sein zweites Album war ein großer finanzieller Erfolg mit über 200.000 verkauften Kopien. "Caminando por la vida" verschaffte ihm den "Premio Ondas", den spanischen Fernsehpreis.
2006 kündigte er an, dass er eine Hauptfigur im Videospiel Gangs of London von Sony für die PSP sein würde. Er "lieh" Mr. Big, einem fiesen Gangster, seine Stimme.
Auch hat er für seinen Lieblings-Fußballverein Real Oviedo den Song "Volveremos" geschrieben, mit dem er 2006 einen Nummer-eins-Hit hatte. "Vuelvo a traficar" ist ein Filmprojekt an dem Melendi beteiligt ist.
Für die Afrikahilfe Save the Children nahm Melendi 2012 das Lied Cuestión de prioridades por el Cuerno de Àfrica auf. Daran waren neben seiner Frau Damaris Abad (La Dama) und deren Bruder Rasel weitere bekannte Musiker beteiligt.
Sein siebtes Studioalbum Un alumno más war 2014 sein drittes Nummer-eins-Album und das fünfte, das Doppelplatin für die Verkäufe erhielt.
Aus einer Beziehung mit der sevillanischen Sängerin Dama hat er einen Sohn (* 2010).

## Diskografie

### Studioalben
| Jahr | Titel Musiklabel                                | Höchstplatzierung, Gesamtwochen, AuszeichnungChartsChartplatzierungen (Jahr, Titel, Musiklabel, Platzierungen, Wochen, Auszeichnungen, Anmerkungen) | Anmerkungen                                                                    |
| Jahr | Titel Musiklabel                                | ES | Anmerkungen                                                                    |
| ---- | ----------------------------------------------- | --- | ------------------------------------------------------------------------------ |
| 2003 | Sin noticias de Holanda Ocham Records (WMG)     | ES1 ×2Doppelplatin · (97 Wo.)ES | Erstveröffentlichung: 11. Februar 2003                                         |
| 2005 | Que el cielo espere sentao Ocham Records (WMG)  | ES1 ×2Doppelplatin · (60 Wo.)ES | Erstveröffentlichung: 25. April 2005                                           |
| 2006 | Mientras no cueste trabajo Ocham Records (WMG)  | ES2 ×2Doppelplatin · (76 Wo.)ES | Erstveröffentlichung: 13. November 2006                                        |
| 2008 | Curiosa la cara de tu padre Ocham Records (WMG) | ES1 Platin · (60 Wo.)ES | Erstveröffentlichung: 16. September 2008                                       |
| 2010 | Volvamos a empezar Warner Music Spain (WMG)     | ES2 Gold · (52 Wo.)ES | Erstveröffentlichung: 2. November 2010                                         |
| 2012 | Lágrimas desordenadas Warner Music Spain (WMG)  | ES2 ×2Doppelplatin · (103 Wo.)ES | Erstveröffentlichung: 13. November 2012                                        |
| 2014 | Un alumno más Warner Music Spain (WMG)          | ES1 ×2Doppelplatin · (99 Wo.)ES | Erstveröffentlichung: 25. November 2014                                        |
| 2015 | Directo a Septiembre Warner Music Spain (WMG)   | ES4 Platin · (60 Wo.)ES | Erstveröffentlichung: 4. Dezember 2015 Livealbum                               |
| 2016 | Quítate las gafas Sony Music Spain (Sony)       | ES1 ×2Doppelplatin · (71 Wo.)ES | Erstveröffentlichung: 11. November 2016                                        |
| 2018 | Ahora Sony Music Spain (Sony)                   | ES1 Platin · (91 Wo.)ES | Erstveröffentlichung: 8. März 2018                                             |
| 2019 | 10:20:40 Sony Music Spain (Sony)                | ES1 Platin · (69 Wo.)ES | Erstveröffentlichung: 29. November 2019                                        |
| 2021 | Likes y Cicatrices Sony Music Spain (Sony)      | ES1 Gold · (56 Wo.)ES | Erstveröffentlichung: 5. November 2021                                         |
| 2023 | 20 Años Sin Noticias Sony Music Spain (Sony)    | ES1 Platin · (81 Wo.)ES | Erstveröffentlichung: 10. November 2023 Neuauflage von Sin noticias de Holanda |

grau schraffiert: keine Chartdaten aus diesem Jahr verfügbar

### Kompilationen
| Jahr | Titel                                      | Höchstplatzierung, Gesamtwochen, AuszeichnungChartsChartplatzierungen (Jahr, Titel, Platzierungen, Wochen, Auszeichnungen, Anmerkungen) | Anmerkungen                            |
| Jahr | Titel                                      | ES | Anmerkungen                            |
| ---- | ------------------------------------------ | --- | -------------------------------------- |
| 2017 | Yo me veo contigo Warner Music Spain (WMG) | ES6 Gold · (47 Wo.)ES | Erstveröffentlichung: 7. Dezember 2017 |

### Singles als Leadmusiker
| Jahr | Titel Album                                            | Höchstplatzierung, Gesamtwochen, AuszeichnungChartsChartplatzierungen (Jahr, Titel, Album, Platzierungen, Wochen, Auszeichnungen, Anmerkungen) | Anmerkungen                                                                    |
| Jahr | Titel Album                                            | ES | Anmerkungen                                                                    |
| --- | ------------------------------------------------------ | --- | ------------------------------------------------------------------------------ |
| 2005 | Caminando Por La Vida Que el cielo espere sentao       | ES70 ×6Sechsfachplatin · (15 Wo.)ES | Charteinstieg: 2024, Höchstplatzierung: 2025                                   |
| 2006 | Volveremos (Himno eventual del Real Oviedo) –          | ES1 (12 Wo.)ES |                                                                                |
| 2006 | Kisiera yo saber Mientras no cueste trabajo            | ES17 Platin · (4 Wo.)ES |                                                                                |
| 2009 | Un violinista en tu tejado Curiosa la cara de tu padre | ES6 ×5Fünffachplatin · (16 Wo.)ES |                                                                                |
| 2009 | Piratas del bar Caribe Curiosa la cara de tu padre     | ES33 Gold · (13 Wo.)ES |                                                                                |
| 2009 | Estoy enfermo Curiosa la cara de tu padre              | ES12 Platin · (26 Wo.)ES | mit Pignoise                                                                   |
| 2010 | Como una vela Aún Más Curiosa La Cara De Tu Padre      | ES13 Gold · (17 Wo.)ES |                                                                                |
| 2010 | Barbie de extrarradio Volvamos a empezar               | ES10 ×2Doppelplatin · (31 Wo.)ES |                                                                                |
| 2011 | Canción de amor caducada Volvamos a empezar            | ES10 Platin · (20 Wo.)ES |                                                                                |
| 2011 | Perdóname ángel Volvamos a empezar                     | ES22 (6 Wo.)ES |                                                                                |
| 2012 | Marco –                                                | ES21 (4 Wo.)ES | mit Pablo Motos                                                                |
| 2012 | Cuestión de prioridades por el Cuerno de Africa –      | ES36 (3 Wo.)ES | feat. Dani Martín, Pablo Alborán, La Dama, Rasel, Malú und Carlos Baute        |
| 2012 | Lágrimas desordenadas                                  | ES3 ×3Dreifachplatin · (45 Wo.)ES |                                                                                |
| 2012 | Cheque al portamor Lágrimas desordenadas               | ES36 ×2Doppelplatin · (2 Wo.)ES |                                                                                |
| 2013 | Tu jardín con enanitos Lágrimas desordenadas           | ES10 ×7Siebenfachplatin · (43 Wo.)ES |                                                                                |
| 2014 | Tocado y hundido Un alumno más                         | ES4 ×3Dreifachplatin · (21 Wo.)ES | Erstveröffentlichung: 16. September 2014                                       |
| 2015 | La promesa Un alumno más                               | ES39 ×4Vierfachplatin · (39 Wo.)ES | Erstveröffentlichung: 14. Februar 2015                                         |
| 2016 | Desde que estamos juntos Quítate las gafas             | ES5 ×3Dreifachplatin · (25 Wo.)ES |                                                                                |
| 2016 | La casa no es igual Quítate las gafas                  | ES41 Platin · (1 Wo.)ES |                                                                                |
| 2016 | Destino o casualidad Quítate las gafas                 | ES56 ×2Doppelplatin · (25 Wo.)ES | Erstveröffentlichung: 11. November 2016 Neuaufnahme: 1. Mai 2018* * mit Ha*Ash |
| 2018 | El arrepentido Ahora                                   | ES33 Platin · (26 Wo.)ES | Erstveröffentlichung: 19. Januar 2019 mit Carlos Vives                         |
| 2018 | Besos a la lona Ahora                                  | ES88 Gold · (1 Wo.)ES | Erstveröffentlichung: 30. November 2018                                        |
| 2019 | Por encima de la bruma –                               | ES83 (1 Wo.)ES | Erstveröffentlichung: 11. Oktober 2019                                         |
| 2021 | Desde cero Prisma                                      | ES39 Platin · (6 Wo.)ES | Erstveröffentlichung: 13. Januar 2021 mit Beret                                |
| 2021 | La Boca Junta Likes y Cicatrices                       | ES79 Platin · (9 Wo.)ES | Erstveröffentlichung: 29. Juli 2021 mit Mau & Ricky                            |
| 2023 | Con la luna llena 20 Años Sin Noticias                 | ES71 ×2Doppelplatin · (2 Wo.)ES | Erstveröffentlichung: 8. September 2023 mit Manuel Carrasco                    |
| 2023 | Hablando en plata 20 Años Sin Noticias                 | ES82 Platin · (1 Wo.)ES | Erstveröffentlichung: 6. Oktober 2023 mit Hens                                 |
| Folgende Lieder erschienen nicht als Single, wurden aber durch das Album zum Download und Streaming bereitgestellt und konnten somit eine Platzierung erlangen: |                                                        | |                                                                                |
| |                                                        | |                                                                                |
| 2014 | El amor es un arte Un alumno más                       | ES83 Gold · (3 Wo.)ES |                                                                                |
| 2014 | La religión de los idiotas Un alumno más               | ES69 Gold · (5 Wo.)ES |                                                                                |
| 2016 | Flores de agua y plomo Quítate las gafas               | ES83 (1 Wo.)ES |                                                                                |
| 2018 | Déjala que baile Ahora                                 | ES15 ×4Vierfachplatin · (53 Wo.)ES | Videoauskopplung: 17. Mai 2018 mit Alejandro Sanz und Arkano                   |
| 2023 | Sé lo que hicisteis 20 Años Sin Noticias               | ES48 (2 Wo.)ES | mit Natos y Waor                                                               |
| 2023 | Caminando Por La Vida 20 Años Sin Noticias             | ES65 (1 Wo.)ES | mit David Bisbal                                                               |

Weitere Singles
- 2002: Sin noticias de Holanda (ES: Gold)
- 2003: Mi Rumbita Pa’ Tus Pies (ES: Platin)
- 2003: Sé lo que hicisteis (ES: Platin)
- 2003: Asturias (ES: Gold)
- 2003: Desde Mi Ventana (ES: Gold)
- 2005: Con Sólo Una Sonrisa (ES: Platin)
- 2005: El Nano (ES: Gold)
- 2006: Mientras no cueste trabajo (ES: ×5Fünffachplatin )
- 2019: Dímelo (mit Andy Clay, ES: Gold)
- 2023: Con Sólo Una Sonrisa (mit India Martínez, ES: Gold)

### Singles als Gastmusiker
| Jahr | Titel Album                   | Höchstplatzierung, Gesamtwochen, AuszeichnungChartsChartplatzierungen (Jahr, Titel, Album, Platzierungen, Wochen, Auszeichnungen, Anmerkungen) | Anmerkungen                                                          |
| Jahr | Titel Album                   | ES | Anmerkungen                                                          |
| ---- | ----------------------------- | --- | -------------------------------------------------------------------- |
| 2022 | Si ella supiera Nuestro Mundo | ES53 ×3Dreifachplatin · (35 Wo.)ES | Erstveröffentlichung: 2. September 2022 India Martínez feat. Melendi |

Weitere Gastbeiträge
- 2017: Estoy contigo (La Oreja de Van Gogh feat. Ana Torroja, Melendi, Iván Ferreiro, Maldita Nerea, Vanesa Martín, India Martínez, Rozalén, Andrés Suárez, Funambulista & David Otero, ES: Gold)

### Boxsets
| Jahr | Titel                 | Höchstplatzierung, Gesamtwochen, AuszeichnungChartsChartplatzierungen (Jahr, Titel, Platzierungen, Wochen, Auszeichnungen, Anmerkungen) | Anmerkungen |
| Jahr | Titel                 | ES | Anmerkungen |
| ---- | --------------------- | --- | ----------- |
| 2013 | 4 álbumes             | ES39 (10 Wo.)ES |             |
| 2014 | Original Album Series | ES30 (11 Wo.)ES |             |
| 2016 | Discografia Completa  | ES31 (17 Wo.)ES |             |

## Auszeichnungen für Musikverkäufe
| Goldene Schallplatte - Mexiko - 2020: für die Single Desde que estamos juntos - 2020: für die Single Déjala que baile - Spanien - 2021: für das Lied Casi - 2021: für das Lied El ciego - 2021: für das Lied Lo que nos merecemos - 2021: für das Lied Autofotos - 2024: für das Lied El Único Habitante de tu Piel - 2024: für das Lied Mi Primer Beso - 2024: für das Lied Posdata - 2024: für das Lied Curiosa la cara de tu padre - 2024: für das Lied Calle la pantomima - 2024: für das Lied Loco - 2025: für das Lied Arriba Extremoduro - 2025: für das Lied Septiembre - Vereinigte Staaten - 2018: für die Single Destino o casualidad (Latin) | Platin-Schallplatte - Kolumbien - 2016: für das Album Quítate las gafas - Mexiko - 2018: für die Single Destino o casualidad 5× Platin-Schallplatte - Spanien - 2025: für das Lied Por Que tu No Eres Un Coche |

Anmerkung: Auszeichnungen in Ländern aus den Charttabellen bzw. Chartboxen sind in ebendiesen zu finden.
| Land/RegionAuszeichnungen für Musikverkäufe (Land/Region, Auszeichnungen, Verkäufe, Quellen) | Gold       | Platin       | Verkäufe  | Quellen             |
| -------------------------------------------------------------------------------------------- | ---------- | ------------ | --------- | ------------------- |
| Kolumbien (ASINCOL)                                                                          | —          | Platin1      | 10.000    | Einzelnachweise     |
| Mexiko (AMPROFON)                                                                            | 2× Gold2   | Platin1      | 120.000   | amprofon.com.mx     |
| Spanien (Promusicae)                                                                         | 27× Gold27 | 84× Platin84 | 5.430.000 | elportaldemusica.es |
| Vereinigte Staaten (RIAA)                                                                    | Gold1      | —            | 30.000    | riaa.com            |
| Insgesamt                                                                                    | 30× Gold30 | 86× Platin86 |           |                     |